# Птолемей Эпигон
Птолеме́й Эпиго́н (др.-греч. Πτολεμαίος ὁ Έπίγονος), также Птолемей Сын (др.-греч. Πτολεμαίος ὁ Νίον) — македонский аристократ III века до н. э.
Птолемей родился в семье фракийского царя Лисимаха и дочери царя Египта Птолемея I Сотера Арсинои в начале III века до н. э. У Лисимаха также был старший сын от первого брака Агафокл. Согласно античным источникам, его казнили вследствие козней своей мачехи, которая хотела обеспечить престол своим детям. В последовавшей за казнью Агафокла войне Лисимах погиб, а следующим царём стал Птолемей Керавн, который казнил братьев Птолемея Эпигона.
Впоследствии, Арсиноя переехала в Египет, где вышла замуж за царя и своего брата Птолемея II. Последующая судьба Птолемея Эпигона достоверно неизвестна, носит предположительный характер. Возможно, он также переехал в Египет, где стал соправителем своего дяди. Впоследствии, Птолемей II отправил своего пасынка в Малую Азию, где тот восстал против власти египетского царя. За это он был предан проклятию памяти. Данный вид наказания предполагал забвение имени, уничтожение всех упоминаний в официальных и других документах. По мнению Д. Танни, это объясняет небольшое количество упоминаний Птолемея Сына в античных источниках. Через некоторое время дядя и племянник примирились и Птолемей Сын продолжил править в Телмессе в Ликии, который был ему подарен Птолемеем II.

## Происхождение. Ранние годы
Птолемей родился в семье царя Фракии Лисимаха и дочери царя Египта Птолемея Арсинои в промежутке между 299 и 297 годами до н. э.
У Лисимаха, на момент рождения Птолемея, был старший сын от первого брака Агафокл. В 283/282 году до н. э. Агафокла казнили по приказу Лисимаха. Согласно античным историкам, он был убит вследствие козней своей мачехи Арсинои, которая стремилась обеспечить престол своим детям. Мемнон Гераклейский писал, что «Лисимах, следуя коварным планам Арсинои, по бесстыднейшему обвинению губит лучшего и старшего из своих сыновей — Агафокла (рождённого в первом браке), которого он сначала пытался умертвить тайным снадобьем, но тот предусмотрительно извергал его. Тогда, бросивши Агафокла в тюрьму, Лисимах приказывает его убить, ложно обвинив в заговоре против себя. Птолемей, который собственноручно исполнил это преступление, был братом Арсинои, за свою грубость и резкость он носил прозвище Керавн». Х. Хайнен при анализе античных источников отмечал, что для Птолемея Керавна не было никакой выгоды от гибели Агафокла. На этом основании историк предположил, что в тексте Мемнона содержится ошибка, а непосредственным убийцей Агафокла мог быть сын Лисимаха от Арсинои Птолемей Эпигон.
Смерть Агафокла вызвала нестабильность в державе Лисимаха, которой воспользовался Селевк I. В ходе последовавшей войны Лисимах погиб в битве при Курупедионе 281 года до н. э., а власть в государстве наследовал Птолемей Керавн. По мнению В. Хусса, в битве мог также участвовать новый наследник Лисимаха Птолемей Эпигон. После гибели супруга Арсиноя с детьми бежала в Кассандрию. Чтобы взять этот укреплённый город, Птолемей Керавн решил прибегнуть к хитрости. Он предложил Арсиное стать его женой и пообещал управлять страной совместно с её сыновьями. В присутствии посла Арсинои Диона Птолемей Керавн поклялся в своих добрых намерениях в храме Зевса. Царица, несмотря на протесты Птолемея Эпигона, поверила брату; она стала женой Керавна и пригласила его в Кассандрию, но он, как только вошёл в город, приказал занять крепость и убить детей Арсинои, а её саму отправил в изгнание на Самофракию. Царевичи Лисимах и Филипп были убиты на глазах у матери. Птолемей Эпигон, который не доверял дяде, на тот момент был вне Кассандрии, и, соответственно, сохранил жизнь. Он начал войну против Керавна при поддержке иллирийского царя Монуния, но сохранившиеся источники ничего об этой войне не сообщают.
Вскоре в Македонию вторглись кельтские племена галатов, в битве с которыми погиб Птолемей Керавн. В последовавшем хаосе, по версии Диодора Сицилийского, Птолемей Эпигон на короткое время получил власть в Македонии.

## После переезда в Египет

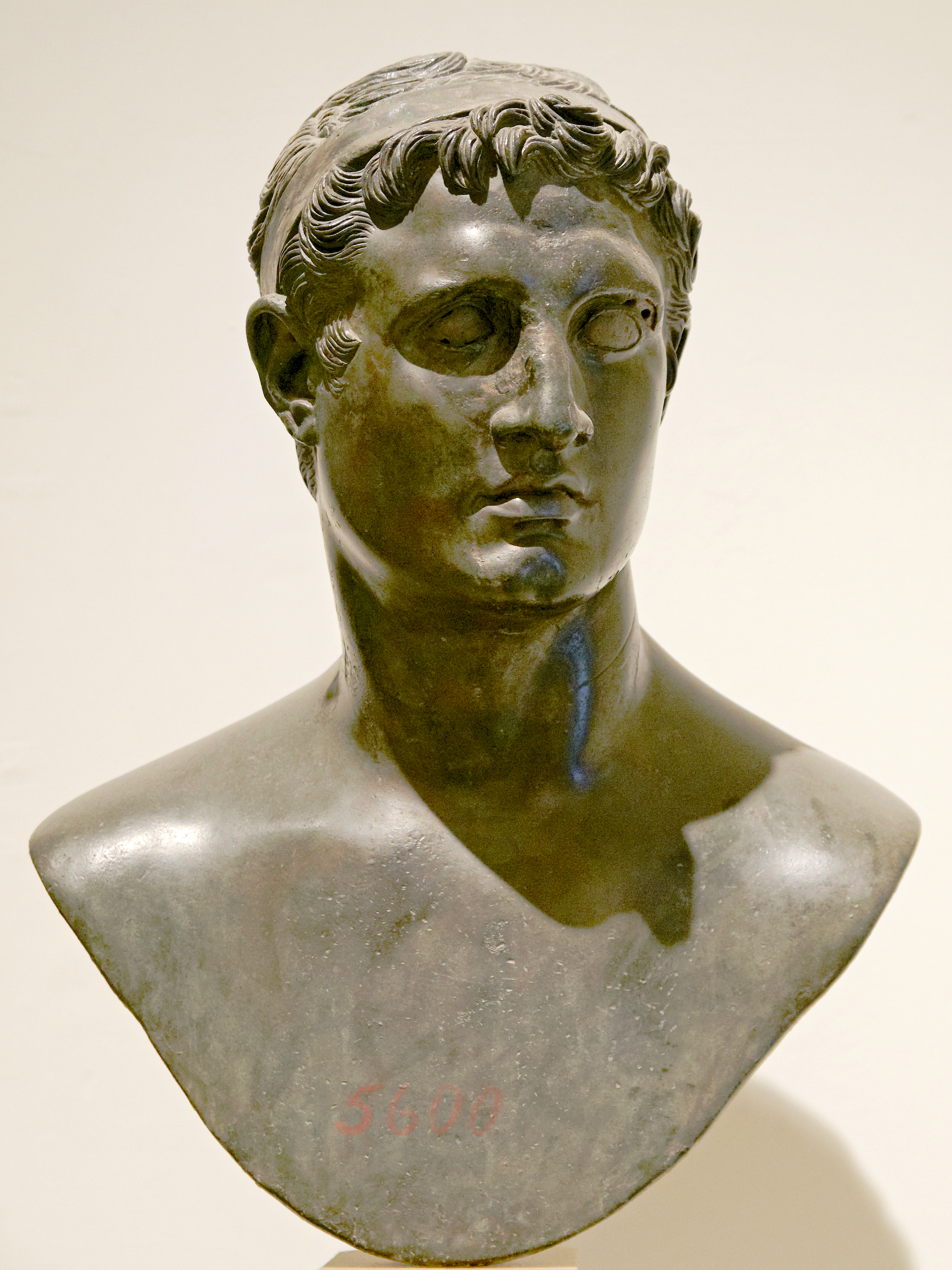
По одной из версий, Птолемей Сын некоторое время был соправителем своего дяди египетского царя Птолемея II

Дальнейшая судьба Птолемея Эпигона достоверно неизвестна, носит предположительный характер. По одной из версий, через некоторое время он оказался в Египте. Около 274 года до н. э., его мать Арсиноя вышла замуж за своего брата и царя Египта Птолемея II. В 267—259 годах до н. э. у Птолемея II был соправитель, также Птолемей, у которого даже был собственный культ. В одном из папирусов он обозначен как «сын Птолемея II» («τον νιον Πτολεμαιον»). Согласно образному выражению К. Беннета, идентификация соправителя Птолемея II «Птолемея Сына» является наиболее дискутабельным вопросом в генеалогии Птолемеев. Наиболее вероятным историческим персонажем на роль «Птолемея Сына» является Птолемей, сын Лисимаха. Не исключено, что им был некий другой Птолемей — Птолемей III, либо какой-то другой сын царя от одной из наложниц, либо первой жены, либо даже сын Птолемея II от Арсинои II. Последняя версия противоречит античным источникам, в которых этот брак назван бездетным.
Птолемей Сын, среди прочего, выполнял также дипломатические миссии. В 262 году до н. э. он находился в Милете, что в контексте переговоров об окончании Хремонидовой войны даёт возможность предположить наличие неких особых поручений со стороны египетского царя.
Впоследствии, царь Египта отправил Птолемея Сына своим представителем в Малую Азию. По мнению Д. Грэйнджера, который считал Птолемея Эпигона сыном Птолемея II, он стал наместником египетского царя в регионе. Центром его владений историк считал Эфес. Мотивами Птолемея II могло быть желание дать Эпигону большую самостоятельность, отдалить его от столицы, подчеркнуть своё влияние в регионе. Вне зависимости от его мотивов, это привело к отделению Эфеса от державы Птолемея II. Ряд историков, которые отождествляют Птолемея Эпигона и Птолемея-правителя малоазиатского города Телмесс, считали, что он получил в управление этот город около 259 года до н. э.. По неизвестным причинам Птолемей Эпигон восстал против египетского царя. По одной из версий, мятеж был связан с нежеланием передать командование над войсками Птолемею II. Он захватил Эфес, а также призвал на помощь войско наёмников под командованием этолийца Тимарха. Тимарх смог захватить Милет, которым стал править как тиран в течение 259—258 годов до н. э. Выступление против центральной власти нарушило стратегические планы Птолемея II и помогло Антиоху II захватить в ходе Второй Сирийской войны большие территории в Малой Азии, включая Эфес и Милет. По одной из версий, Птолемей погиб в Эфесе после неудачного восстания. В данном случае, этого Птолемея отождествляют с описанным у Афинея персонажем: «Птолемей, сын царя Филадельфа, начальник войска в Эфесе, держал при себе гетеру Ирину. Когда эфесские фракийцы составили против него заговор, и он укрылся в храме Артемиды, Ирина разделила с ним его убежище, и когда его убили, то она, хватаясь за колотушки храмовых дверей, орошала алтари своей кровью, пока её тоже не зарезали».
Согласно одному из схолиев к Феокриту, после начала восстания Птолемея предали проклятию памяти. Данный вид наказания предполагал забвение имени, уничтожение всех упоминаний в официальных и других документах. По мнению Д. Танни, это объясняет небольшое количество упоминаний Птолемея Сына в античных источниках. Несмотря на это, В. Хусс в статье 1998 года насчитал 27 упоминаний Птолемея Сына в сохранившихся папирусах.
Версия о гибели Птолемея Эпигона в ходе неудачного восстания противоречит данным эпиграфики. Согласно надписям из Телмесса, городом вплоть до 240 года до н. э. управлял некий Птолемей, сын Лисимаха, который признавал формальную власть египетского царя. Этого персонажа отождествляют с Птолемеем Эпигоном. Одним из аргументов, который позволяет отождествить данного персонажа с сыном диадоха Лисимаха, а не некоего другого человека с таким именем, являются нумизматические находки. Монеты Телмесса этого периода повторяют монеты Лисимаха. В таком случае, Птолемей Эпигон не погиб во время неудачного восстания. Впоследствии он примирился с Птолемеем II, который опасался усиления державы Селевкидов, и признал верховную власть египетского царя. В качестве династа Телмесса он мог участвовать в Третьей Сирийской войне на стороне Птолемея III. По мнению В. Хусса, фрагмент Афинея относится к гибели Птолемея Эпигона во время восстания фракийских наёмников, однако событие следует датировать не провалом восстания против Птолемея II, а началом 239 года до н. э. После смерти Птолемея власть в Телмессе наследовал его сын Лисимах. Также его сыном мог быть Эпигон.

### Исследования
- Берве Г. Тираны Греции. — Ростов-на-Дону: Феникс, 1997. — (Исторические силуэты). — ISBN 5-222-00368-X.
- Зелинский А. Л. Арсиноя Филадельфа и Птолемей Филадельф: сакрализация и констатация инцеста // Исторический въстникъ. — М., 2018. — Т. 26. — С. 118—141. — ISSN 2306-4978.
- Жигунин В. Д. Международные отношения эллинистических государств в 280—220 гг. до н.э.. — Казань: Издательство Казанского университета, 1980.
- Юрин А. И. Птолемей Керавн в исторической традиции и современной историографии // Вестник Санкт-Петербургского университета. История. — СПб., 2011. — № 1. — С. 115—121. — ISSN 2541-9390.
- Bagnall R. S. Lycia // The Administration of the Ptolomaic Possessions Outside Egypt: With 3 Maps (англ.). — Leiden: E. J. Brill, 1976. — ISBN 90-04-04490-6.
- Bennett Chris. Ptolemy "the Son" :  [англ.] // The Egyptian Royal Genealogy Project. — Tyndale house, 2011. — 24 April.
- Billows R. Kings and Colonists: Aspects of Macedonian Imperialism (англ.). — Leiden; N. Y.; Köln: E. J. Brill, 1995. — ISBN 90-04-10177-2.
- Criscuolo  Lucia. Ptolemy the Son: a Pretended Co-Regency (англ.) // Ancient Society. — Peeters Publishers, 2017. — Vol. 47. — P. 1—18. — JSTOR 26773301.
- Grainger J. D. The Syrian Wars (англ.). — Leiden; Boston: Brill, 2010. — (Mnemosyne Supplements. History and Archaeology of Classical Antiquity. Volume 320). — ISBN 978-90-04-18050.
- Heckel W. Who's Who in the Age of Alexander and his Successors. From Chaironea to Ipsos (338—301 BC) (англ.). — Barnsley: Greenhill Books, 2021. — 554 p. — ISBN 978-1-78438-648-1.
- Heinen H. Untersuchungen zur hellenistischen Geschichte des 3. Jahrhunderts v. Chr. : zur Geschichte der Zeit des Ptolemaios Keraunos und zum Chremonideischen Krieg (нем.). — Historia. Heft 20. — Wiesbaden: Franz Steiner Verlag GMBH, 1972.
- Huß W[нем.]. Ptolemaios der Sohn (нем.) // Zeitschrift für Papyrologie und Epigraphik. — 1998. — Bd. 121. — S. 229—250. — JSTOR 20190220.
- Lund H. S. Lysimachus. A study in early Hellenistic kingship (англ.). — L.; New York: Routledge, 2002. — ISBN 0-203-20684-3.
- Oikonomides Al. N. The Death of Ptolemy "The Son" at Ephesos and P.Bouriant 6 (англ.) // Zeitschrift für Papyrologie und Epigraphik. — Dr. Rudolf Habelt GmbH, 1984. — Vol. 56. — P. 148—150. — JSTOR 20184081.
- Tunny J. A. Ptolemy 'the Son' Reconsidered: Are there too many Ptolemies? (англ.) // Zeitschrift für Papyrologie und Epigraphik. — 2000. — Vol. 131. — P. 83—92.
- Volkmann H[укр.]. Ptolemaios 13 // Paulys Realencyclopädie der classischen Altertumswissenschaft :  [нем.] / Georg Wissowa. — Stuttgart : J. B. Metzler’sche Verlagsbuchhandlung[нем.], 1959. — Bd. XXIII,2. — Kol. 1596—1597.